# Indigo und die 40 Räuber
Indigo und die 40 Räuber (Indigo och de 40 rövarna) är en operett i tre akter med musik av Johann Strauss den yngre och libretto av Maximilian Steiner och Richard Genée efter sagan om Ali Baba i sagosamlingen Tusen och en natt. Operetten hade premiär den 10 februari 1871 på Theater an der Wien i Wien.

## Historia
När Johann Strauss den yngre gifte sig med den berömda operasångerskan Jetty Treffz innebar det stora förändringar i hans liv. Jetty blev makens rådgivare, impressario, husfru, sekreterare, notkopist med mera. Men för eftervärlden kom Jetty att få sin största betydelse genom att hon med enträgen övertalningskonst lyckades förmå Johann Strauss att börja komponera operetter. Strauss var mycket självkritisk och ville inte riskera sitt goda rykte som kapellmästare och dansmusikkomponist genom att ge sig in på områden där han inte alls kände sig hemmastadd. Med lock och pock och framför allt med påpekanden om de ekonomiska fördelar teatermusiken medförde, föll Strauss slutligen till föga och började så smått att pröva sig fram som teaterkompositör. Die lustigen Weiber von Wien och Romulus hette de första försöken, som av olika skäl aldrig blev fullbordade eller framförda. Men den 20 maj 1870 undertecknade Johann Strauss och direktionen för Theater an der Wien ett kontrakt som innebar att Strauss komponera musiken till en helaftonsoperett betitlad Ali Baba. Texten var ett hopkok med många författare inblandade och grundhistorien hämtad från sagosamlingen Tusen och en natt. Teaterdirektören Maximilian Steiner stod som huvudman för texten. Kontraktet gav dessutom vid handen, att premiären skulle äga rum senast i början av februari 1871, och att Strauss måste vara färdig med kompositionsarbetet senast i november 1870.
I slutet av december 1870 kunde läsare av Wiens tidningar få reda på att Strauss länge efterlängtade första operett Ali Baba hade bytt namn till Vierzig Räuber (Fyrti rövare) och att premiären som tidigare hade utlysts till december 1870 hade framflyttats till slutet av januari 1871. Den 11 januari 1871 meddelade Fremden-Blatt att Vierzig Räuber skulle ha premiär på Theater an der Wien den 20 januari, men sex dagar senare rapporterade tidningen att "förberedelser för verket fortfarande tar sådan tid att premiären inte kommer äga rum förrän den 27 denna månad". Die Presse och andra tidningar meddelade emellertid ytterligare skäl till förseningen: "Föreställningen av Straussoperetten '40 Räuber' på Theater an der Wien har skjutits upp till lördag den 4 februari då ledningen inte har någon anledning att avbryta föreställningen av 'Drei Paar Schue' i förtid". Framgången för Carl Millöckers operett Drei Paar Schuhe, med text av Alois Berla (1826-96) efter Carl Görlitz, var sådan att Indigo und die 40 Räuber (som Strauss operett i slutändan kallades för) inte fick premiär förrän den 10 februari 1871.

### Premiär och andra uppsättningar

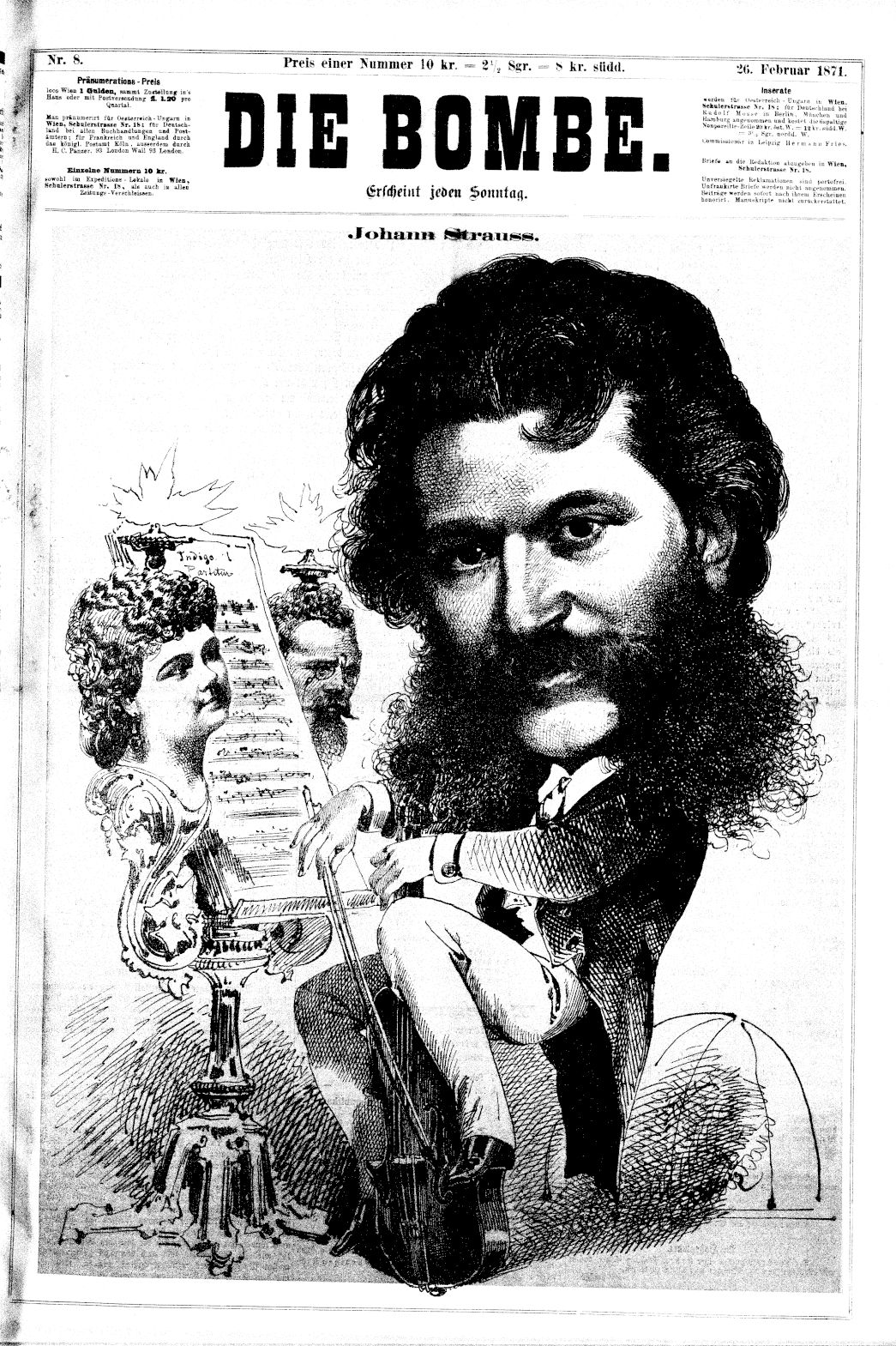
Karikatyr av Strauss med partituret av Indigo på notstället i tidningen Die Bombe 26 februari 1871.

Publiken strömmade till kassorna långt före premiären. Varje plats var upptagen. Operachefen Johann von Herbeck fick nöja sig med en plats i orkesterdiket. Strauss dirigerade premiärföreställningen själv, och när ouvertyren började med sina pukslag stod publikens förväntningar på höjdpunkten. Många blev aningen snopna när de fick stifta bekantskap med en något annorlunda musikstil än de väntat sig. Men jublet stegrades för varje nummer. Strauss själv var svettig av nervositet och hans händer darrade, berättade senare huvudrollsinnehavarinnan, Marie Geistinger, som tillhörde teaterns ledning. När valsen "Ja, so singt man, ja so tanzt man in der Stadt wo ich geboren bin" klingade ut med sin typiskt strausska valsmelodi försattes publiken i gungande rörelse och en recensent skrev att han befarade att Strauss i vilket ögonblick som helst skulle rycka till sig en fiol och spela upp till dans. Premiärföreställningen blev en triumfartad succé.
I pressen kunde man dagarna efteråt läsa en del beska kommentarer, men kritiken avsåg texten. Eduard Hanslick konstaterade att det var synd om Strauss som inte fått någon handling att hänga upp musiken på - det kan ju inte vara särskilt tacksamt att komponera musik enbart till vackra kläder, konstaterade han. En annan kritiker undrade ironiskt om de fyrtio rövarna möjligen var identiska med textförfattarna. Fram till och med den 15 mars hade Indigo spelats 30 gånger på Theater an der Wien. Under resten av året följde ytterligare 12 föreställningar. Enligt teaterns statistik spelades den under 1871 sammanlagt 46 gånger.
På hösten 1871 skulle Indigo sättas upp i Berlin. Johann och Jetty kom själv till staden lagom till premiären den 1 september. Strauss dirigerade själv den första föreställningen på Victoriateatern. Publiken jublade och pressen berömde stycket för den vackra musiken. I hela 75 föreställningar höll sig Indigo kvar på Victoriateaterns spelplan. 
Den 12 juni 1872 sattes Indigo eller Röfvarbandet på Celebes upp på Djurgårdsteatern i Stockholm. Det var den första Strauss-operett som spelades i Sverige. Någon framgång blev den nu inte. Den 13 juni kunde man i Dagens Nyheter och Aftonbladet läsa nästan identiska recensioner:
"Djurgårdsteaterns nya pjes, den länge bebådade 'Indigo', operett med dans i 4 akter, gafs i går afton för första gången inför fullsatt salong. Till den andefattiga texten, som saknar all både qvickhet och lyftning, har den bekante J. Strauss komponerat en musik, som i vissa nummer är ganska täck och njutbar, men öfver hufvud taget påminner om danskompositören. Hvad som utmärker Indigo är den praktfulla utstyrsel, hvari den framträder. Något motsvarande har här ej varit sedt på enskild scen, och det är att beklaga att detta slöseri med pengar och krafter ej funnit ett värdigare föremål. Bland innehafvarne af hufvudrollerna utmärkte sig fröken Pira för ett talangfullt föredrag af åtskilliga sångnummer, äfven så hr Nordstrand, hvilken dock, när han talar, bör allvarligt beflita sig om att komma ifrån sin Smålandsdialekt. Dekorationerna af hr Müller voro praktfulla. Största bifallet vann i går en ångbåt, som för full ånga går öfver scenen strax före pjesens slut."
Efter endast tolv föreställningar försvann Indigo från spelplanen.
Den 27 april 1875 sattes operetten upp på Théâtre de la Renaissance i Paris med titeln La Reine Indigo och med ett helt nytt libretto av Adolphe D. Jaime och Victor Wilder. Uppsättningen innehöll även musik från andra Straussoperetter. Parisversionen översattes sedan tillbaka till tyska och med ett nytt libretto av Josef Brun sattes den åter upp på Theater an der Wien såsom Königin Indigo 1877. Efter bara 15 föreställningar lades den ned. 1876 gick den upp på Royal Alhambra Theatre i London med titeln A Night on the Bosphorus.
Det mest lyckade försöket att para ihop text och musik gjordes 1906. Gabor Steiner (1858-1944), son till teaterdirektören Maximilian Steiner, gav i uppdrag till librettisterna Leo Stein och Karl Lindau att skapa en helt ny version av Indigo und die 40 Räuber. Steiner bad även dirigenten Ernst Reiterer (1851-1921) att arrangera Strauss musik till det nya stycket. Den 15 juni 1906 hade den "nya" versionen premiär: Tausend und eine Nacht.

## Personer

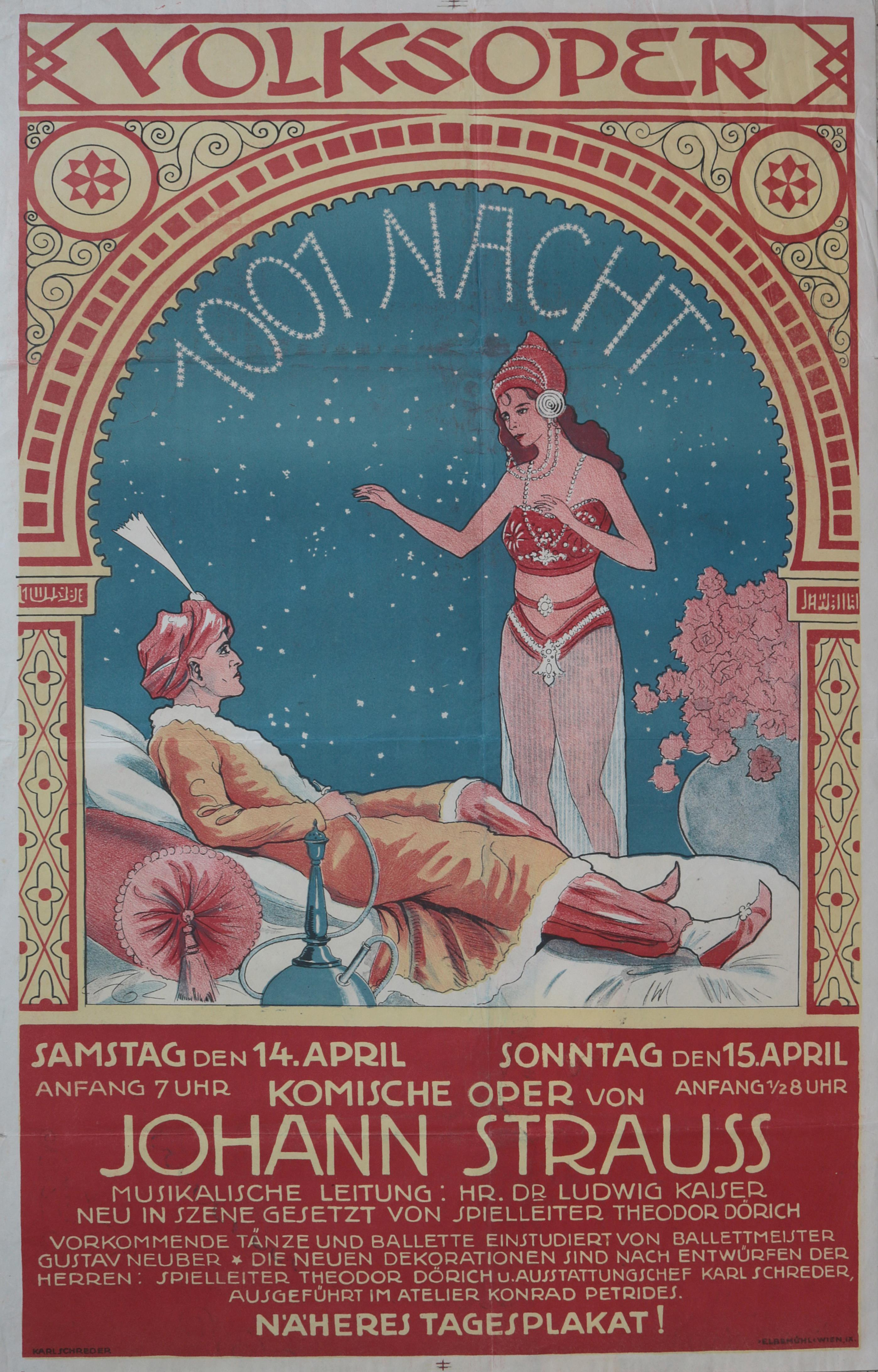
Affisch till 1001 Nacht på Volksoper i Wien 1906.

| Roller                      | Stämma  |
| --------------------------- | ------- |
| Ali Baba, en åsnedrivare    | tenor   |
| Indigo, kung av Makassar    | tenor   |
| Janio                       | tenor   |
| Fantasca                    | sopran  |
| Romadour, överstepräst      | baryton |
| Piastrella                  | sopran  |
| Dalfemio, finansminister    |         |
| Toffana                     |         |
| Corruptio, justitieminister |         |
| Behemio, krigsminister      |         |

## Handling
Handlingen utspelas på den fiktiva ön Makassar.
Flickan Fantasca och hennes följeslagare Janio från Wien lider skeppsbrott. De räddas och kommer sedan som slavar till kung Indigo av Makassar. Han förälska sig i Fantasca och tar upp henne i sitt harem. Men han har kommer ingen vart med henne. För att fortfarande kunna vinna henne får han råd från Janio, som han också utser till sin rådgivare. Detta väcker i sin tur avundsjuka hos den inflytelserika översteprästen Romadour, som också kommer från Wien. Han ser Janios utnämning som en fara för sin egen position i kungens domstol.
Med hjälp av Ali Baba planerar Fantasca och andra kvinnor sin flykt från haremet. Romadour kommer dock snabbt på denna plan. Han ser chansen att bli av med den hatade Janio eftersom han med rätta antar att denne kommer att gå med i Fantasca-flykten. Därför avslöjar han inte flyktplanen, som lyckas. Flyktingarna gömmer sig i en skog, där de klär ut sig till rånare. Kungens trupper, som förföljer flyktingarna, känner inte igen förklädnaderna och antar att de faktiskt står inför farliga rånare. De flyr av rädsla.
Flyktingarna är räddade. Men Ali Baba och Janio beslutar nu att utnyttja historien och ta en enklare flyktväg. De söver ned Fantasca och de andra damerna och tar dem tillbaka till den kungliga domstolen, fortfarande förklädda som rånare. Där måste kungen, som en gång hade erbjudit en belöning för att fånga de faktiskt befintliga rånarna, stå vid sitt ord och släppa Fantasca, Janio och Ali Baba som en belöning till friheten.

## Musiken
Operetten består av följande musiknummer:
| - Ouvertyr - Nr 1 Kör - Nr 2 Entréaria (Ali Baba) - Nr 3 Sång med kör (Ali Baba - Nr 4 Entréaria (Janio) - Nr 5 Terzett (Fantasca, Janio, Romadour) - Nr 5a Melodram - Nr 6 Kör - Nr 7 Sång med kör (Janio) - Nr 8 Final I - Nr 9 Kör och sång (Fantasca) - Nr 10 Ballad (Fantasca) - Nr 10a Kör (Fantasca och kör) - Nr 11 Ariette (Toffana) | - Nr 12 Duett (Fantasca, Janio) - Nr 13 Soldatkör - Nr 14 Duettino (Janio, Ali Baba) - Nr 15 Melodrama och slaktmusik - Nr 16 Backanal (Fantasca, Bajadärer) - Nr 17 Final II - Nr 18 Inledning och kör - Nr 18a Balett - Nr 19 Sång (Ali Baba) - Nr 20 Romans (Toffana) - Nr 21 Ensemble (Toffana, Ali Baba, kör) - Nr 22 Hymn (Romadour, kör) - Nr 23 Finale III |

### Musikaliskt återbruk
Under många år hade familjen Strauss gjort reklam för olika kompositörers operor och operetter genom att sammanställa egna orkesterverk med teman från verken. I och med Indigo påbörjade Johann Strauss ett liknande tillvägagångssätt men denna gång med sina egna operetter. Utifrån musiken till Indigo sammanställde han sammanlagt nio separata orkesterverk:
- Shawl-Polka, Polka-francaise, Opus 343
- Indigo-Quadrille, Kadrilj, Opus 344
- Auf freiem Fusse, Polka francaise, Opus 345
- Tausend und Eine Nacht, vals, Opus 346
- Aus der Heimath, Polkamazurka, Opus 347
- Im Sturmschritt, Schnell-Polka, Opus 348
- Indigo-Marsch, Opus 349
- Lust'ger Rath, Polka-francaise, Opus 350
- Die Bajadere, Polka-schnell, Opus 351